# Francisco Antonio Pinto Díaz
Francisco Antonio Pinto Díaz (Santiago de Xile, 23 de juliol de 1785 - 18 de juliol de 1858) polític liberal xilè, president de Xile entre 1827 i 1829.
En aquesta última data li va sobrevenir una revolució conservadora, pel que va renunciar a la presidència i la va deixar en mans de Francisco Ramón Vicuña. El seu fill Anibal Pinto Garmendia també seria president de la República entre 1876 i 1881.